# Гусейнов, Сабир Мамед оглы
Сабир Мамед оглы Гусейнов (азерб. Sabir Məmməd oğlu Hüseynov; 16 апреля 1928, Баку — 20 ноября 2015) — 20-кратный чемпион Азербайджанской ССР по вольной, национальной, классической борьбе и самбо, 2-кратный чемпион СССР по самбо. Персональный пенсионер Азербайджана (2002). 

## Биография
Заслуженный тренер Азербайджанской ССР и заслуженный работник физической культуры и спорта Азербайджанской ССР, мастер спорта СССР по 4 видам спорта (вольная, классическая борьба, бокс и самбо (1954)), судья всесоюзной категории по самбо (1967).
В 15 лет вместе с другом Мусой Бабаевым пришёл в секцию борьбы «Буревестник» к тренеру Рзе Бахшалиеву, в 1944 году перешёл в общество «Динамо». В составе общества «Трудовые резервы» выиграл чемпионат СССР по боксу среди юношей 1945 года в Иваново.
На чемпионате СССР по самбо 1954 года завоевал серебряную медаль в легчайшем весе, уступив лишь москвичу О. Пронину.
С 1955 года занимается тренерской работой. На протяжении более чем 20 лет (с 1967 по 1994) Сабир Гусейнов являлся старшим тренером национальной сборной команды Азербайджана по самбо, до 2002 года работал тренером в обществе «Динамо». Воспитал 8 чемпионов СССР среди юношей (Октай Гусейнов, Серхан Оджадов, Мирали Сеидов и другие), принимал участие в подготовке чемпионов мира (Натик Багиров, Зульфия Гусейнова, Джейхун Мамедов и другие).
5 марта 1995 года в числе известных спортивных деятелей был награждён медалью «Прогресс».
В 2003 году подписал заявление ветеранов спорта в поддержку Гейдара Алиева.
Утром 20 ноября 2015 года скончался на 87-м году жизни. Внуки Махмуд и Сабир — известные самбисты.
Ежегодно в честь Сабира Гусейнова в Баку проводится турнир по самбо.